# Бернхард фон Констанц
Бернхард фон Констанц (на немски: Bernhard von Konstanz, Bernhard der Sachse, Bernhard von Hildesheim; * в херцогство Саксония; † 15 март 1088 вер. в Корвей) е средновековен ръководител (Domscholaster) на катедрално училище и публицист.
Бернхард фон Констанц е учен, роден саксонец, със задълбочено класическо и каноническо образование. Той е ученик на Майнхард фон Бамберг и Адалберт фон Констанц. През 1049 г. той става ръководител на катедралното училище в Констанц. През 1072 г. епископ Хецило фон Хилдесхайм го номинира за ръководител на катедралното училище в Хилдесхайм. След 1085 г. той влиза в саксониски манастир, вероятно в Корвей при Хьокстер.
Бернолд фон Констанц е един от неговите ученици. Заедно с него те си пишат по случай църковния събор в Рим от 1076 г. с папа Григорий VII.
Бернхард е привърженик на папа Григорий VII и така решителен противник на крал Хайнрих IV. Бернхард фон Констанц е по времето на борбата за инвеститората считан за автор на „Liber canonum contra Henricum IV.“ против крал Хайнрих IV.
Той е считан за автор на „Fundatio ecclesiæ Hildensemensis“ от 1075 г., който се занимава с основаването на епископството Хилдесхайм.

## Произведения
- Fundatio ecclesiae Hildensemensis, 1075
- De damnacione eorum qui papam totamque romanam synodum deauctorizare temptaverunt, et de sacramentis damnatorum. In: Libelli de lite imperatorum et pontificum saeculis XI. et XII. conscripti. Teil 2. Herausgegeben von Ernst Dümmler, Friedrich Thaner, Ernst Sackur u. a. Hannover 1892, S. 27 (Monumenta Germaniae Historica, Digitalisat Архив на оригинала от 2019-02-10 в Wayback Machine.)
- Liber canonum contra Henricum IV. In: Libelli de lite imperatorum et pontificum saeculis XI. et XII. conscripti. Teil 1. Herausgegeben von Ernst Dümmler, Lothar von Heinemann, Friedrich Thaner u. a. Hannover 1891, S. 471 – 516 (Monumenta Germaniae Historica, Digitalisat)